# Солона (Румунія)
Солона (рум. Solona) — село у повіті Селаж в Румунії. Входить до складу комуни Сурдук.
Село розташоване на відстані 376 км на північний захід від Бухареста, 28 км на схід від Залеу, 56 км на північ від Клуж-Напоки.

## Населення
За даними перепису населення 2002 року у селі проживали 288 осіб, усі — румуни. Усі жителі села рідною мовою назвали румунську.